# John Kelly (amiral)
Pour les articles homonymes, voir John Kelly.
John Kelly ou John Donald Kelly (13 juillet 1871 – 4 novembre 1936) est un officier de la Royal Navy. Il sert pendant la Première Guerre mondiale comme commandant du croiseur HMS Dublin, qui faillit intercepter le croiseur de bataille allemand SMS Goeben. Après la guerre, il prend le commandement d'une force navale envoyée en renfort de la flotte méditerranéenne pendant l'affaire de Tchanak. Après avoir servi comme Fourth Sea Lord, puis comme commandant de la 1re escadre, Kelly, réputé pour ses compétences en matière de personnel, est appelé à prendre le commandement de la flotte de l'Atlantique au lendemain de la mutinerie d'Invergordon. Il rétablit rapidement la discipline et publie un rapport très critique sur la gestion initiale de la question des réductions de soldes par le conseil de l'Amirauté (Admiralty Board). Il devient ensuite Commander-in-Chief, Portsmouth.

## Carrière Navale

### Jeunesse
Né deuxième fils du lieutenant-colonel Henry Holdworth Kelly de la Royal Marine Artillery et d'Elizabeth Kelly (née Collum), Kelly rejoint le navire-école HMS Britannia en tant que cadet le 15 janvier 1884. Promu aspirant le 15 novembre 1886, il rejoint la corvette HMS Calliope en janvier 1887. Il est transféré sur la frégate cuirassée HMS Agincourt dans l'escadre de la Manche (Channel Fleet) en août 1888, sur le cuirassé HMS Anson dans l'escadre de la Manche en mai 1889, puis sur la corvette HMS Volage dans l'escadre d'entraînement en septembre 1889. Promu sous-lieutenant le 14 février 1891 et lieutenant le 31 décembre 1893, il rejoint le croiseur HMS Katoomba à la Australia station en février 1894. Il est transféré sur le croiseur HMS Royal Arthur, navire amiral de la Australia station , en novembre 1897 et, après avoir obtenu sa qualification d'artillerie à l'école d'artillerie HMS Excellent en 1901, il devient officier d'artillerie sur le HMS Forte à la Commander-in-Chief, Africa et participa à l'action à son bord pendant la Seconde Guerre des Boers.
Promu commander le 30 juin 1904, Kelly devient officier en second du croiseur cuirassé HMS Sutlej à la station chinoise en novembre 1904, officier en second du croiseur HMS Hawke dans la flotte de réserve en 1906 et officier en second du cuirassé HMS Cornwallis dans la flotte de l'Atlantique en janvier 1907. Il devient membre du personnel enseignant du Royal Naval College de Dartmouth en juillet 1908 et, après avoir été promu capitaine le 22 juin 1911, il devient membre du personnel enseignant du Royal Naval War College en octobre 1912 et capitaine de l'école d'entraînement physique de Portsmouth en janvier 1913. Il devient ensuite commandant du croiseur léger iseur HMS Hawke dans la flotte de réserve en 1906 et officier en second du cuirassé HMS Hermione dans la Home Fleet en avril 1914 et commandant du croiseur HMS Dublin dans la flotte méditerranéenne en juillet 1914.

### Première guerre mondiale
Kelly sert pendant la Première Guerre mondiale : le 4 août 1914, il est chargé par Archibald Berkeley Milne], en tant que commandant du HMS Dublin de poursuivre l'escadre allemande (sous le commandement du contre-amiral Wilhelm Souchon). Kelly perd finalement de vue les navires allemands. Le frère cadet de Kelly, Howard, commandant le croiseur HMS Gloucester, est également impliqué dans la poursuite qui suit. Le HMS Dublin rencontre à nouveau les Allemands à 1 h 30 du matin le 6 août 1914 alors qu'il navigue pour rejoindre l'escadre du rear admiral Ernest Troubridge, il transmet la nouvelle de l'observation à son frère et à Troubridge, avant de les perdre à nouveau. Howard Kelly continue à suivre les Allemands, et à 20 h 30, Milne ordonne au HMS Dublin, accompagné de deux destroyers, de lancer une attaque à la torpille cette nuit-là. S'appuyant sur les rapports du HMS Gloucester concernant la vitesse et le cap des Allemands, le HMS Dublin et les destroyers prennent position à l'avant des Allemands et attendent de les intercepter. Ils espèrent établir le contact à 3 h 30 le matin du 7 août 1914, mais les Britanniques ont été repérés par le SMS Breslau, qui alerte le SMS Goeben. Les Allemands passent inaperçus à tribord.
Kelly devient commandant du croiseur HMS Devonshire dans la Grand Fleet en mars 1916 et est nommé Commandeur de l'ordre de la Couronne d'Italie le 5 juin 1916. Il devient ensuite commandant du croiseur HMS Weymouth dans la Grand Fleet en septembre 1916 et commandant du croiseur de bataille HMS Princess Royal également dans la Grand Fleet en juillet 1917. Il est nommé Compagnon de l'Ordre du Bain le 1er janvier 1919, nommé officier de la Légion d'honneur française le 27 mai 1919 et reçoit la Croix de Guerre française le 4 mai 1920.

### Après guerre

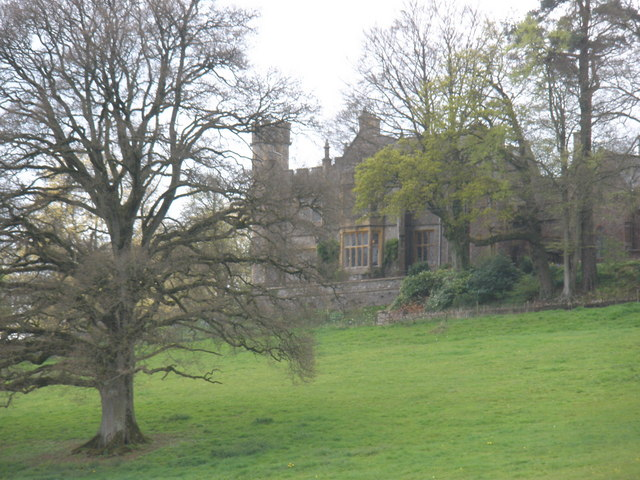
Greenham Hall, maison de Kelly dans le Somerset.

Kelly devient directeur des opérations à l'Amirauté en juillet 1919 et acquiert Greenham Hall à Wellington dans le Somerset pour l'utiliser comme maison de campagne en 1920. Il est nommé aide de camp naval du roi le 21 mars 1921. Promu rear admiral le 21 novembre 1921, il devient commandant du 4e escadron de combat en juillet 1922 et prend en charge une force navale envoyée pour renforcer la flotte méditerranéenne pendant la crise de Chanak en septembre 1922.
Kelly devient Fourth Sea Lord en avril 1924 et, après avoir été promu vice admiral le 25 octobre 1926, il devient commandant de la 1re escadre de combat et commandant en second de la flotte méditerranéenne, son drapeau étant à bord du cuirassé HMS Warspite en avril 1927. Il devient l'amiral commandant les réserves en août 1929 et est promu chevalier commandeur de l'Ordre du Bain le 3 juin 1929 avant d'être promu admiral le 12 décembre 1930. En septembre 1931, le gouvernement dirigé par le Premier ministre Ramsay MacDonald décide de réduire les salaires de tous les employés du secteur public : la réduction des salaires dans la Royal Navy est particulièrement sévère et conduit directement à la mutinerie d'Invergordon plus tard dans le mois. Au lendemain de la mutinerie, Kelly, connu pour ses compétences en matière de personnel, est invité à prendre le commandement de la flotte de l'Atlantique en octobre 1931. Il insiste pour que les mutins soient transférés hors de la flotte et que sa flotte soit rebaptisée Home Fleet avant de prendre son nouveau commandement en battant pavillon à bord du cuirassé HMS Nelson. Il rétablit rapidement la discipline et publie un rapport qui est assez critique à l'égard de la gestion de la question des réductions de salaire par le Conseil de l'Amirauté en premier lieu.
Kelly est nommé Chevalier Grand-Croix de l'Ordre royal de Victoria le 13 juillet 1932 et également Premier et Principal Aide de camp naval le 31 juillet 1934. Il devient Commander-in-Chief, Portsmouth en janvier 1935, promu Chevalier Grand-Croix de l'Ordre du Bain le 3 juin 1935 et assiste aux funérailles du roi George V en janvier 1936. Promu Admiral of the fleet le 12 juillet 1936. Kelly meurt dans une maison de retraite à Marylebone à Londres le 4 novembre 1936 et est enterré en mer lors d'une cérémonie à bord du croiseur HMS Curacoa le 7 novembre 1936. Le destroyer HMS Kelly est nommé en son honneur.

## Famille
En 1915, Kelly épouse Mary Kelly de Sydney, la sœur du compositeur et rameur Frederick Septimus Kelly ; ils ont une fille.

### Sources
- Geoffrey Bennett, Naval Battles of the First World War, London, Penguin, 2001 (ISBN 0-141-39087-5)
- Tony Heathcote, The British Admirals of the Fleet 1734 – 1995, Pen & Sword, 2002 (ISBN 0-85052-835-6)
- Richard Hough, The Great War at Sea: 1914–1918, Oxford, Oxford University Press, 1989 (ISBN 0-19-285181-0, lire en ligne )
- R. K. Massie, Castles of Steel: Britain, Germany and the Winning of the Great War at Sea, London, Jonathan Cape, 2005, pbk. Pimlico Random House éd. (ISBN 978-1-84413-411-3)